# (2105) Gudy
(2105) Gudy (1976 DA) – planetoida z pasa głównego asteroid okrążająca Słońce w ciągu 3,7 lat w średniej odległości 2,39 au. Odkryta 29 lutego 1976 roku.